# Di cốt Mauer
Di cốt Mauer hay hàm dưới Mauer, còn gọi là Mauer 1, là hàm dưới của hóa thạch Homo cổ nhất được tìm thấy ở Đức.
Di cốt Mauer được phát hiện năm 1907 tại mỏ cát ở làng Mauer, khoảng mười cây số về phía đông nam Heidelberg. Hàm dưới Mauer là mẫu tiêu biểu của loài Homo heidelbergensis. Các nhà nghiên cứu châu Âu gọi mẫu là Homo erectus heidelbergensis và xếp là một phân loài của Homo erectus. Trước đây tuổi ước lượng là 600 hoặc 500 Ka, dựa theo phương pháp định tuổi tương đối.. Năm 2010 lần đầu tiên được xác định tuổi tuyệt đối theo đồng vị phóng xạ của hàm dưới là 609 ± 40 Ka.

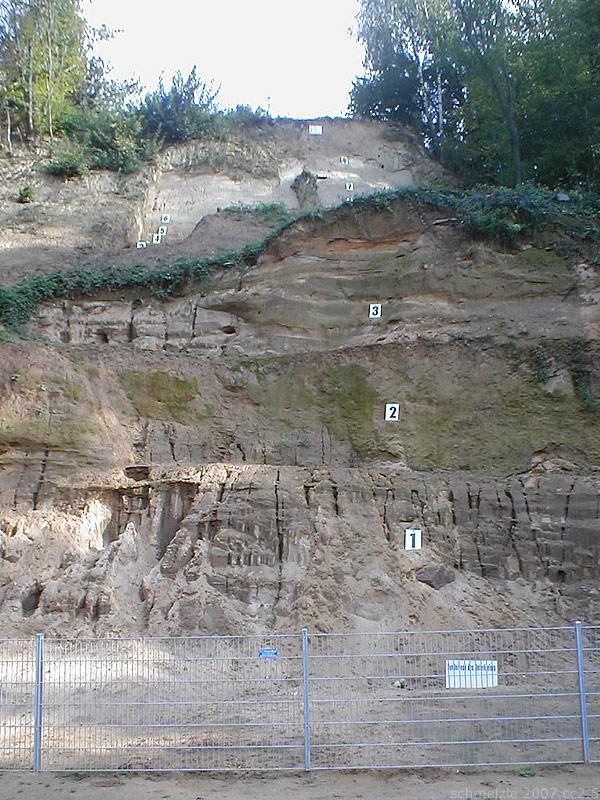
Các lớp trầm tích tại di chỉ, năm 2007.

## Lịch sử phát hiện
Ngày 21/10/1907 công nhân Daniel Hartmann khai quật được một hàm dưới trong một mỏ cát ở cánh đồng Grafenrain của làng Mauer, ở độ sâu 24,63 m, mà ông thấy là di cốt của người. Ông nhận thức về nó tương tự như phát hiện của học giả ở Heidelberg là Otto Schoetensack, người đã kêu gọi từ 20 năm trước là các công nhân mỏ cát cần chú ý đến bất kỳ hóa thạch nào, sau khi năm 1887 một hộp sọ của loài voi Palaeoloxodon antiquus được bảo quản tốt đã được phát hiện. Schoetensack đã hướng dẫn các công nhân đặc điểm của xương người dựa trên các ví dụ gần đây, và ông thường xuyên đến thăm các mỏ cát ở đây để tìm kiếm "dấu vết loài người".